# Хартберг
Хартберг град је у Аустрији, смештен у источном делу државе. Значајан је град у покрајини Штајерској, као седиште истоименог округа Хартберг.

## Природне одлике
Хартберг се налази у источном делу Аустрије, 130 км јужно од главног града Беча. Главни град покрајине Штајерске, Грац, налази се 75 km југозападно од града.
Град Хартберг се сместио у области Јогланд. Јућно од града се пружа брежуљкаста Средњоштајерска котлина, а северно се издижу прве планине источних Алпа. Надморска висина града је око 360 m.

## Становништво
Данас је Хартберг вград са нешто мање од 4.500 становника. Последњих деценија број становника града се смањује.

## Галерија
- Стара кућа на тргу
- Средња школа
- Градска римокатоличка црква
- Стара апотека